# Cabernet Cortis

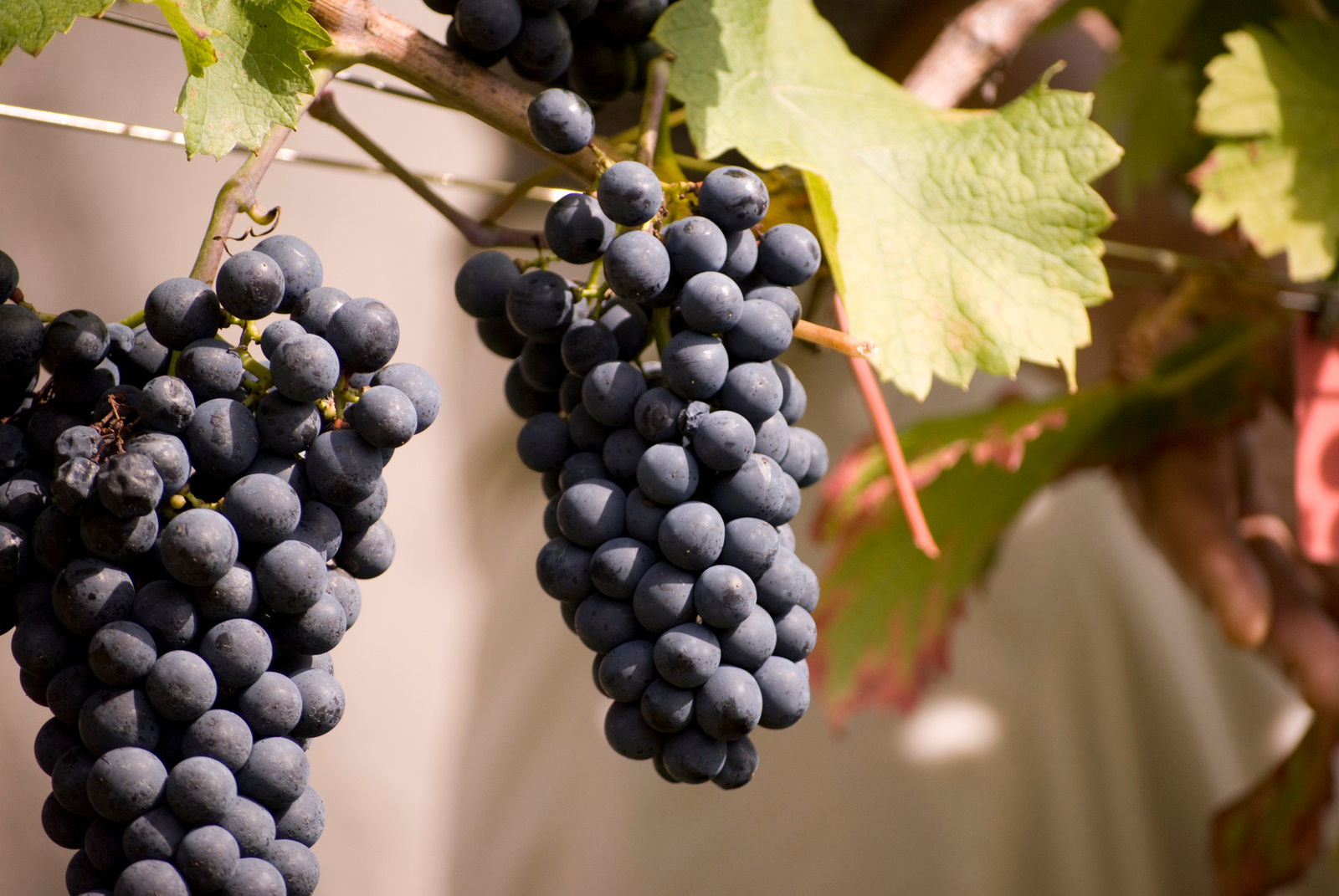
Cabernet Cortis

Cabernet Cortis este un soi de struguri roșii pentru vin. A fost selecționat în 1982 de Norbert Becker la Institutul de viticultură din orașul german Freiburg în cadrul unui program de selecționare a soiurilor de struguri rezistente la boli. În 2003 a primit în Germania protecția de soi.
Din 1999 până în 2005, Cabernet Cortis și alte patru soiuri create la Freiburg au fost evaluate pe plantațiile experimentale de la Pully, în regiunea Lacului Geneva din Elveția. Cabernet Cortis este precoce, foarte rezistent la mildiu și botrytis, dar este sensibil la oidium.
Cabernet Cortis produce vinuri foarte colorate, tanice și intense, cu un caracter ierbaceu-vegetal, în stil Cabernet.

## Genealogie
Becker a creat Cabernet Cortis prin încrucișarea Cabernet Sauvignon și Solaris. Astfel, Cabernet Cortis este un soi hibrid, dar este clasificat oficial ca soi Vitis vinifera. Cabernet Carol este un soi cu aceiași părinți și a fost creat în același timp.

## Sinonime
Sinonimele Cabernet Cortis sunt FR 437-82 r și Freiburg 437-82 r.